# Kamal (Musiker)
Kamal (Hindi für „Lotos“) ist das Künstlerpseudonym des deutschen New-Age-, Ambient- und World-Musikers Kamal Martin Engels (* 18. April 1956 in Bielefeld).
Kamal studierte am Robert-Schumann-Konservatorium in Düsseldorf. In seiner Musik benutzt er neben dem Synthesizer viele asiatische und indische Klänge und Instrumente wie z. B. Tibetanische Klangschalen, die Gitarre und verschiedene Flöten. Auf seinen letzten beiden CDs ließ er Walgesänge mit einfließen. Kamal lebt heute in Byron Bay (Australien), wo er auch als Avatar-Trainer arbeitet. Für seine Musik erhielt er u. a. den „Australian Dolphin Award“. Eine GRAMMY-Nominierung in der Kategorie 'Best Traditional World Music' gewann 2011 seine Produktion 'Pure Sounds' mit den 'Gyuto Monks of Tibet'.
Kamal ist Betreiber und Eigentümer des Studios „ArtOfAudio - mastering“ in Mullumbimby in Australien (New South Wales), in dem er nicht nur seine eigene Musik produziert, sondern auch viele Musiker aus verschiedenen Sparten.

## Weitere Namen
Kamal’s Geburtsname ist Martin Oberschelp. Nach seiner Emigration nach Australien 1993 nahm er den Nachnamen seiner Frau Laura an und veröffentlichte unter dem Namen „Kamal - Martin Ancedy“. Seit 1997 führt er den Nachnamen seiner zweiten Frau Iris, „Kamal M. Engels“.

## Diskografie
Seine ersten neun Alben veröffentlichte Kamal bei Nightingale Records/Meistersinger Musik, wo auch die ersten Aufnahmen von Karunesh und Anugama erschienen. Kamal verließ dieses Label jedoch als dieses Konkurs anmelden musste. Ab 2000 veröffentlichte Kamal seine CDs größtenteils bei New Earth Records.

### Alben
- 1986:
  - „Silhouette“
- 1989:
  - „Blue Dawn“
- 1991:
  - „Classics for Love“
  - „Chakra Breathing“
- 1992:
  - „Mysterious Traveller“
- 1993:
  - „The Quiet Earth - Dusk“
  - „Into Silence“
  - „Collection“
- 1996: „The Quiet Earth - Silent Morning“
- 1997: „Papillon“
- 1999: „Shamanic Healing“
- 2000
  - „Mystery Road“
  - „Echoes of Stillness“ (mit Master Charles)
- 2001: „Reiki Whale Song“
- 2005: „Reiki Whale Dreaming“
- 2008: „Quiet Earth“ (Wiederauflage bei New Earth Records)
- 2008: „Whale Meditation“
- 2009: „Zen Mama“
- 2011: „Pure Sounds“ (The Gyuto Monks of Tibet) GRAMMY Awards Nominierung 'Best Traditional World Music
- 2022: "Voices"